# جان بابتيست بوينت دو سابل
جان بابتيست بوينت دو سابل (بالإنجليزية: Jean Baptiste Point du Sable)‏ (قبل سنة 1750 - 28 أغسطس 1818) أول مستوطن دائم من غير السكان الأصليين لما قد يكون أصبح فيما بعد شيكاغو، إلينوي، ومعترف به على أنه «مؤسس شيكاغو». تم تسمية مدرسة ومتحف ومرفأ وحديقة وجسر على اسمه. تم تحديد الموقع الذي استقر فيه بالقرب من مصب نهر شيكاغو في الثمانينيات من القرن الثامن عشر على أنه معلم تاريخي وطني، يقع الآن في محكمة رائدة.

## سيرة شخصية

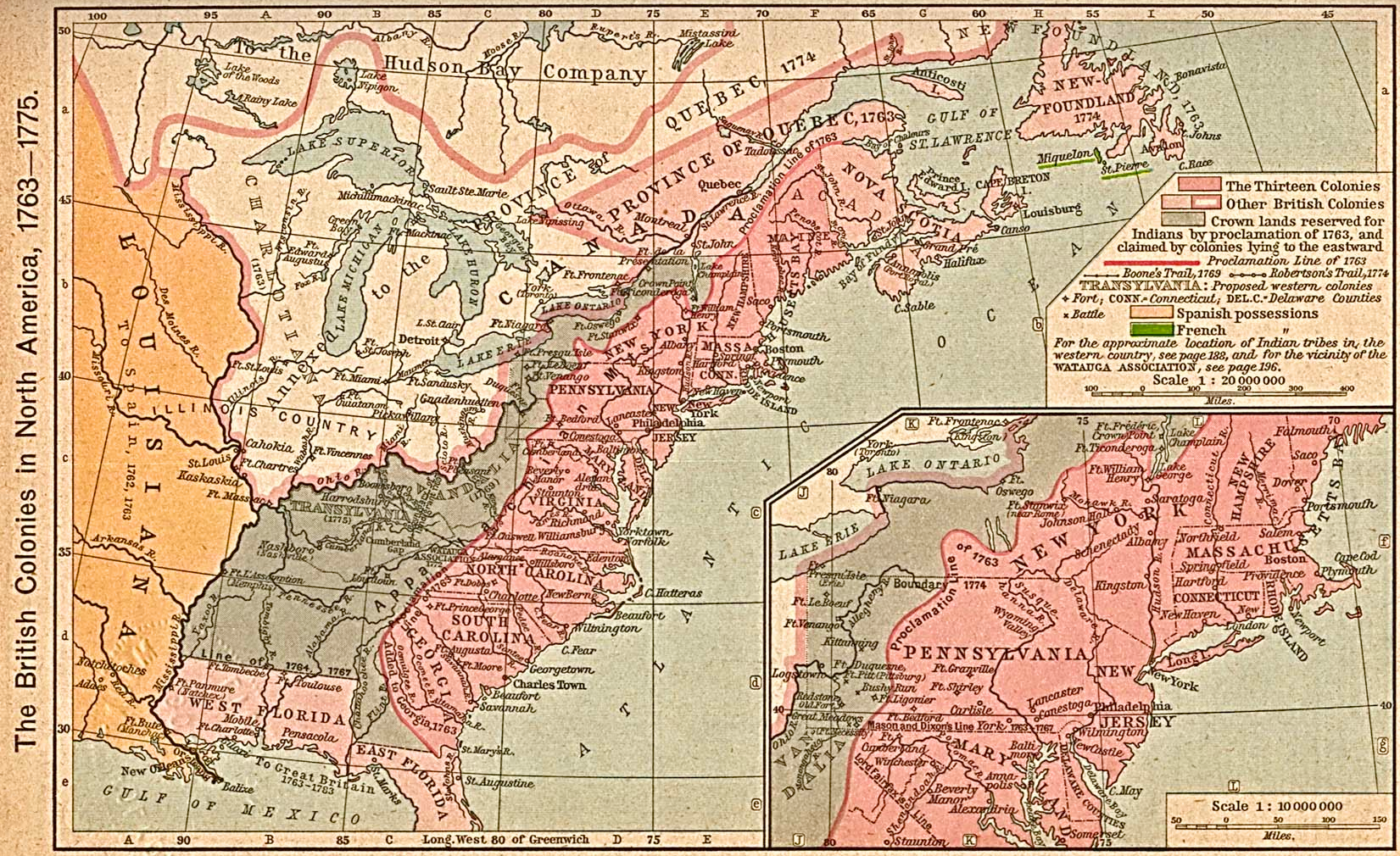
خريطة شرق أمريكا الشمالية في أواخر القرن الثامن عشرقرن، قبل الحرب الثورية الأمريكية. بوينت دوعاش السمور بالقرب من بحيرة ميشيغان وولاية إلينوي (يسار الوسط).

لا توجد سجلات عن حياة بوينت دو سابل قبل سبعينيات القرن الثامن عشر. على الرغم من أنه من المعروف من المصادر خلال حياته أنه من أصل أفريقي، تاريخ ميلاده ومكان ميلاده ووالديه غير معروفين. جولييت كينزي، رائدة أخرى في وقت مبكر من شيكاغو، لم تقابل بوينت دو قط سابل لكنها قالت في مذكراتها عام 1856 إنه "من مواليد سانت بطرسبرغ. دومينغو "(جزيرة هيسبانيولا). أصبح هذا مقبولًا بشكل عام كمكان ولادته. المؤرخ ميلو ميلتون كوايف يعتبر حساب كينزي لـ Point du السمور باعتباره «خياليًا إلى حد كبير وغير مصدق تمامًا»، طرح لاحقًا نظرية مفادها أنه من أصل أفريقي وكندي فرنسي. ساعدت رواية تاريخية نُشرت في عام 1953 في الترويج للادعاء بأن بوينت دو سابل وُلد عام 1745 في سان مارك في سان دومينج (التي عُرفت لاحقًا باسم هايتي). إذا كان قد ولد خارج قارة أمريكا الشمالية، فهناك حسابات متنافسة حول ما إذا كان قد دخل كتاجر من الشمال عبر كندا الفرنسية، أو من الجنوب عبر لويزيانا الفرنسية.

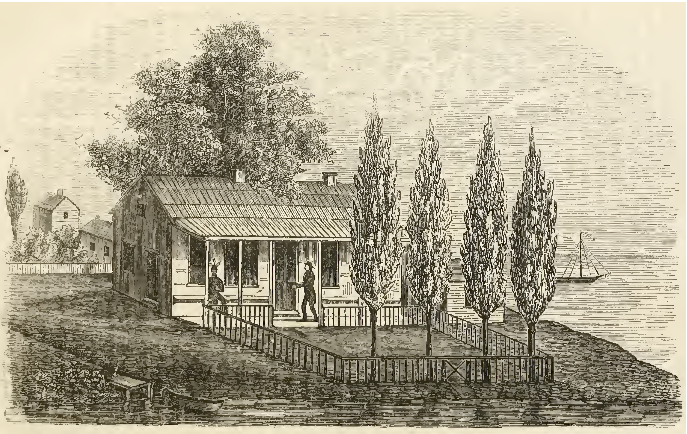
رسم لمنزل جان بابتيست بوينت دو سابل في شيكاغو كما بدا في أوائل القرن التاسع عشر

في وقت ما في ثمانينيات القرن الثامن عشر، بعد حصول الولايات المتحدة على الاستقلال، استقرت بوينت دو سابل على الضفة الشمالية لنهر شيكاغو بالقرب من مصبها. أقدم سجل معروف لـ Point du العيش السمور في شيكاغو هو إدخال كتبه هيو هيوارد في يومياته يوم 10 مايو 1790، خلال رحلة من ديترويت عبر ميشيغان وعبر إلينوي. توقفت حفلة هيوارد في بوينت دو منزل السمور الطريق إلى ميناء شيكاغو؛ أنها تبادلت الزورق لهم ل بروج التي تنتمي إلى نقطة دو واشتروا منه الخبز والطحين ولحم الخنزير. وصف بيريش غريجنون، الذي زار شيكاغو في حوالي عام 1794، نقطة دو السمور كرجل كبير وتاجر ثري. ولدت حفيدة بوينت دي سابل اليلا بيلتريت، في مستوطنته في نهر شيكاغو عام 1796.

## روابط خارجية
- جمعية تراث دوسابل
- جان باتيست قابل للاستخدام في فيندرغريف